# Aleksandrovskoe
Aleksandrovskoe (in russo Александровское?) è un villaggio della Russia europea meridionale, situato nel Territorio di Stavropol'; è il centro amministrativo del distretto Aleksandrovskij.
Si trova sulle alture di Stavropol', lungo il fiume Tomuzlovka (affluente della Kuma), 105 km a sud-est di Stavropol'.